# 嫩江駅
嫩江駅(のんこうえき、中国語: 嫩江站)は中華人民共和国黒竜江省黒河市嫩江市に位置する富西線の駅。

## 沿革
- 1936年頃：墨爾根駅として開業[2]。
- 1941年5月：「嫩江駅」に改称する。

## 駅周辺
- 嫩江市公路バスターミナル東分站(嫩江市公路客运总站城东分站)
- 嫩江大豆食品技術産業園(嫩江大豆食品科技产业园)
- 嫩江市人民医院
- 嫩江市皮膚病中医薬研究所
- 墨爾根古道駅站博物館(墨尔根古道驿站博物馆)
- 中国建設銀行嫩江支店
- 中国工商銀行嫩江支店
- 中国農業銀行農興分店(农兴分理处)
- 中国人民銀行嫩江支店
- 中国郵政儲蓄銀行華駅営業所

## 隣の駅
中華人民共和国鉄道部
富西線
新彦駅 - 嫩江駅 - 哈達陽駅